# Кизикский монетный двор
Кизикский монетный двор — римский монетный двор, располагавшийся в Кизике. Он действовал с середины III века до середины VII века.
Монетный двор был активен, вероятно, при императорах Валериане I и Галлиене и, конечно, в правление Клавдия II Готского и (после непродолжительной работы для Квинтилла) Аврелиана, к которому он оставался лояльным во время войны с Пальмирским царством.
Кизикский монетный двор действовал в начале правления Диоклетиана, а затем возобновил работу при Валенте II (364 год), продолжая выпускать монету до царствования Льва I Макеллы. К концу V века, однако, производство начало уменьшаться, пока совсем не прекратилось. Кизикский монетный двор снова начал активную работу в VI веке при императоре Юстине I и его преемнике Юстиниане I, сыграв важную роль, наряду с монетным двором в Никомедии, в денежной реформе 539 года. Знаками монетного двора в Кизике были KY или KYZ, и в этот период он производил только бронзовые монеты. Из-за персидской оккупации монетный двор не был активе в 614/615 и 625/626 годах. После краткого открытия Кизикский монетный двор был закрыт навсегда после реорганизации по приказу императора Ираклия (629 год), наряду с монетными дворами в Никомедии и Фессалониках.